# Santa Maria d'Anya
Santa Maria d'Anya és l'església parroquial d'Anya, del municipi d'Artesa de Segre (Noguera), protegida com a bé cultural d'interès local.

## Descripció
L'església parroquial de Santa Maria d'Anya s'emplaça al bell mig del nucli d'Anya, agregat del municipi d'Artesa de Segre, a la confluència entre el c/ Major i la plaça de l'Església. Es tracta d'un edifici aïllat amb una casa adossada al sud-est. Compta amb una planta quadrangular amb una sola nau i absis.

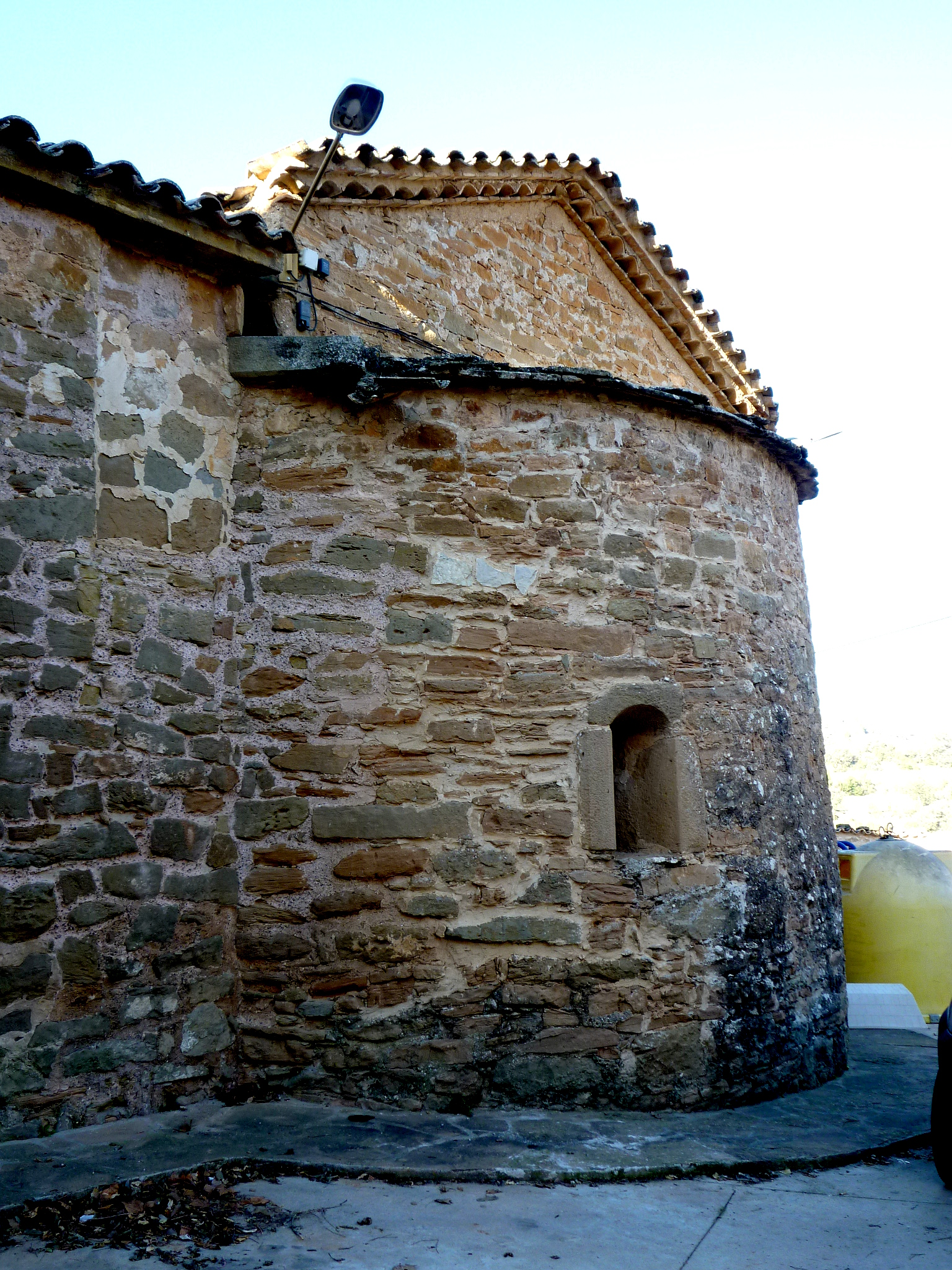
L'absis

La façana principal compta amb una gran porta adovellada en arc de mig punt, just per sobre s'hi observa una petita finestra en la qual es va fer un petit rosetó al tram superior. El campanar, de cadireta de doble obertura, està rematat per una espadanya rematada per un petit arc de mig punt que compta amb una inscripció (1732). A costat i costat del campanar s'hi observen les traces de la darrera restauració, que afectaren sobretot a la teulada i al tram superior de la façana. La teulada, a doble vessant, està totalment reformada i modifica amb materials constructius actuals. Tan sols la teulada de l'absis compta encara amb lloses de pedra.
L'absis, situat al nord-est i enfrontat a la façana, és semicircular i s'hi pot observar una finestra espitllera descentrada de l'eix principal.
Els paraments són heterogenis, la façana compta amb un aparell constructiu regular amb blocs ben escairats i homogenis. Mentre que la resta de la construcció intercala blocs regulars amb d'altres de grans dimensions.

## Història
L'església parroquial de Santa Maria d'Anya compta amb molt poca informació històrica. Per una banda, segons la versió anterior de la fitxa d'inventari arquitectònic d'aquest element existia la inscripció "1643" a la llinda de la porta; malauradament aquesta inscripció ja no hi és, però podria indicar la construcció del temple. Per altra banda, al campanille sí que s'hi pot observar la inscripció "1732", que podria indicar la construcció d'aquesta addició. Sembla que la parròquia va pertànyer a Sant Pere d'Àger fins a la desamortització.